# 초르바
초르바(튀르키예어: çorba)는 튀르키예를 비롯하여 서남아시아, 중앙아시아 및 북아프리카, 발칸반도의 여러 지역에서 먹는 국물 음식이다.

## 이름
- 샤르바(베르베르어: ⵛⴰⵕⴱⴰ chaṛḇa)
- 소르파(카자흐어: сорпа)
- 쇼르바(아제르바이잔어: şorba, 우즈베크어: shoʻrva)
- 쇼르베(쿠르드어: şorbe, 소라니 쿠르드어: شۆربە)
- 쇼르파(위구르어: شورپا)
- 쇼르포(키르기스어: шорпо)
- 쉬르페(추바시어: шӳрпе)
- 슈르바(페르시아어: شوربا)
- 슈르보(타지크어: шӯрбо)
- 슐파(타타르어: шулпа)
- 초르바(튀르키예어·투르크멘어: çorba, 마케도니아어·불가리아어·세르비아어: чорба, 보스니아어: čorba)
- 후르와(파슈토어: ښوروا)
- 후르파(바시키르어: һурпа)

튀르키예어 "초르바(çorba)"는 "수프"를 뜻하는 페르시아어 "슈르바(شوربا)"에서 나온 말이며, 이는 다시 뜻이 같은 아랍어 "슈르바(شُرْبَة)"에서 나왔다. 어원은 "마시다"를 뜻하는 동사 "샤리바(شَرِبَ)"이며, 동원어로는 영어 "셔벗(sherbet)"과 "시럽(syrup)", 그리고 아랍어 "샤르바트(شربات)" 등이 있다.

## 종류

### 보스니아
- 베고바 초르바(begova čorba)는 고기와 여러 가지 채소를 넣어 끓인 초르바이다.

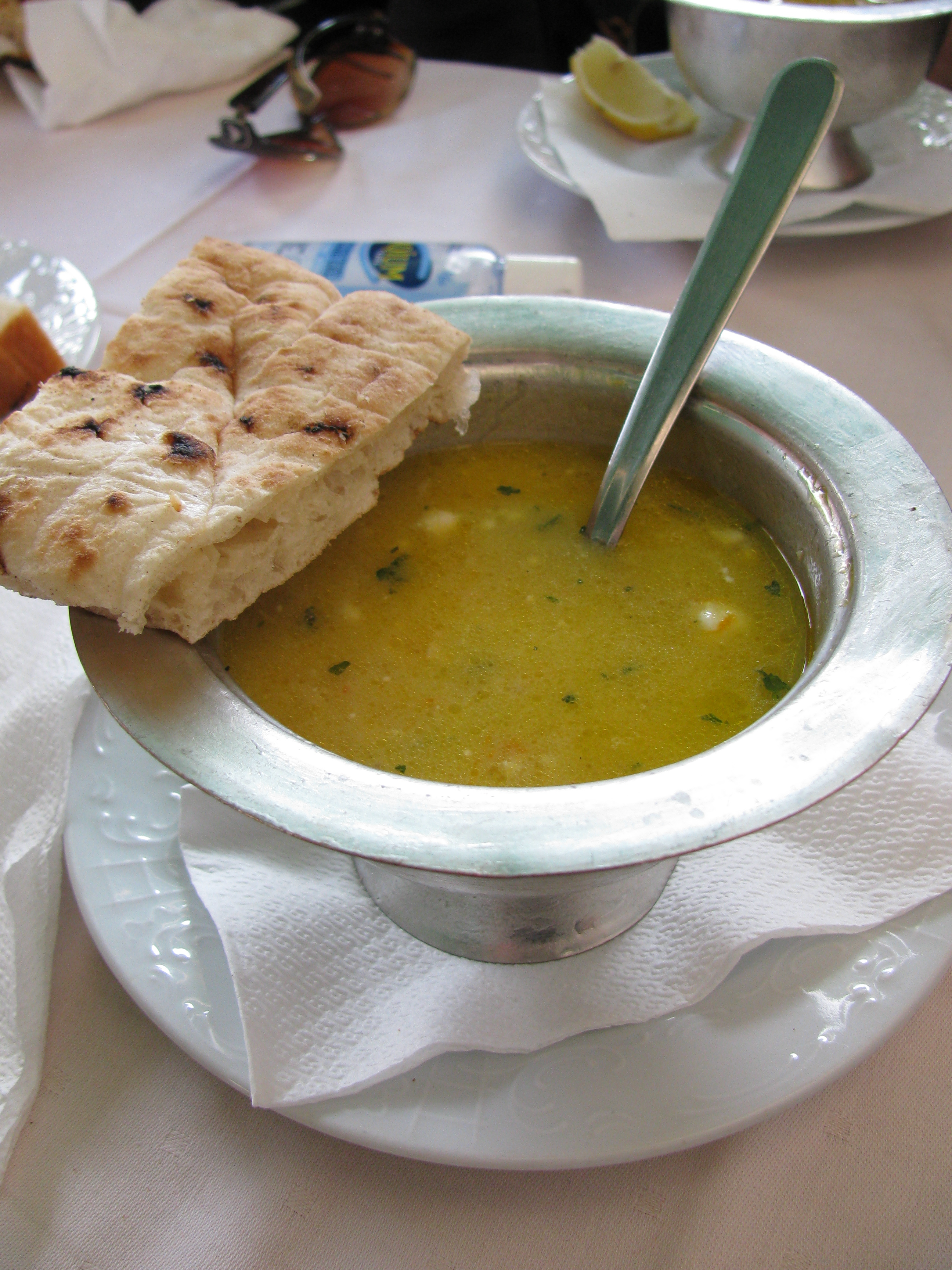
베고바 초르바와 소문

### 불가리아
- 보프 초르바(боб чорба)는 콩 초르바이다.
- 슈켐베 초르바(шкембе чорба)는 양(내장) 초르바이다.[1]
- 쿠르반 초르바(курбан чорба)는 고기(주로 쇠고기나 양고기) 초르바이다.

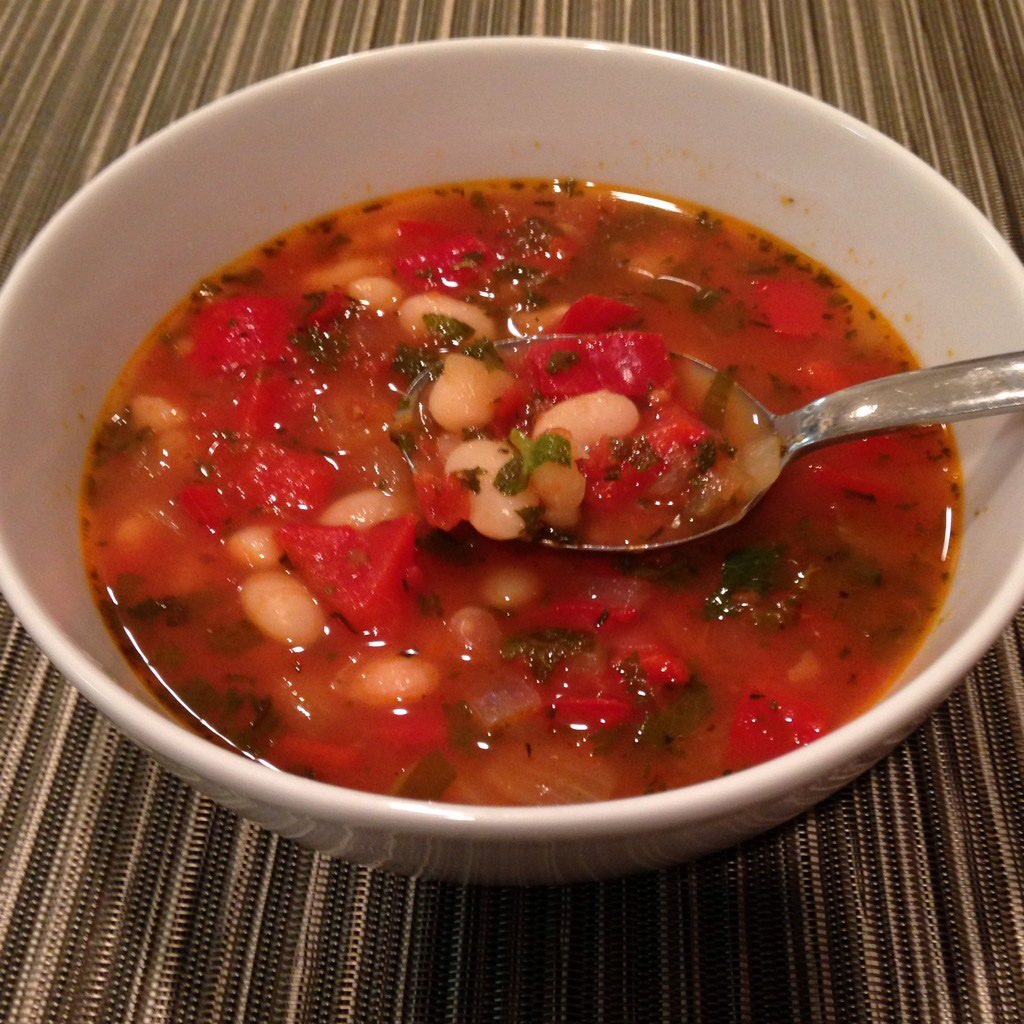
보프 초르바
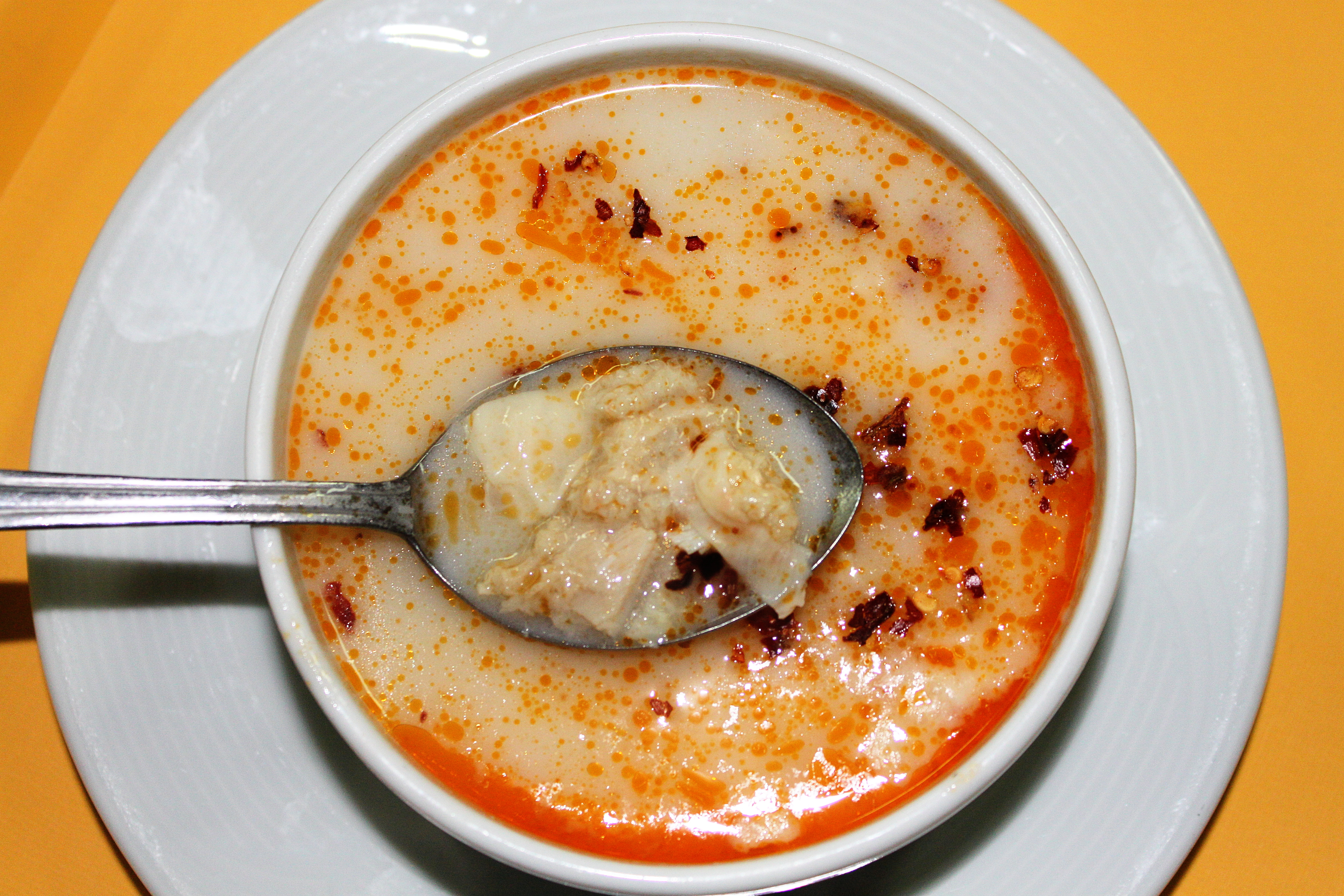
슈켐베 초르바
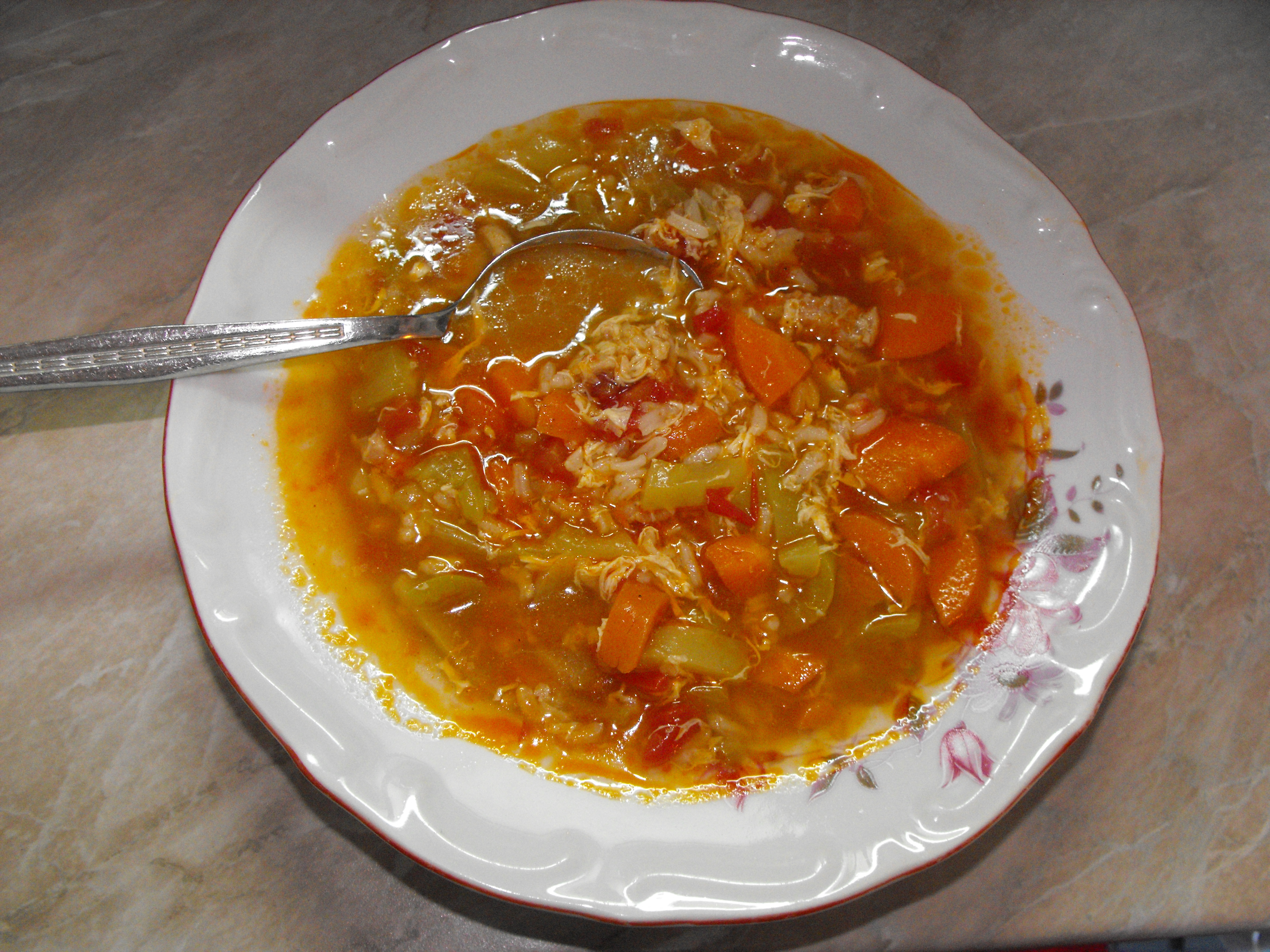
쿠르반 초르바

### 세르비아
- 리블랴 초르바(рибља чорба)는 생선 초르바이다.
- 야그네차 초르바(јагњећа чорба)는 양고기 초르바이다.
- 텔레차 초르바(телећа чорба)는 송아지고기 초르바이다.
- 크롬피르 초르바(кромпир чорба)는 감자 초르바이다.
- 파라다이즈 초르바(парадајз чорба) 토마토 초르바이다.
- 필레차 초르바(пилећа чорба)는 닭고기 초르바이다.

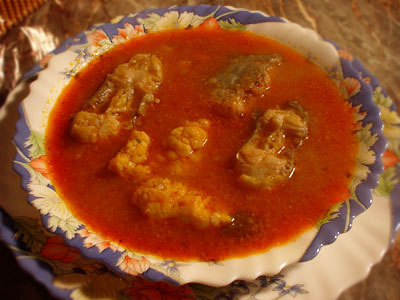
리블랴 초르바
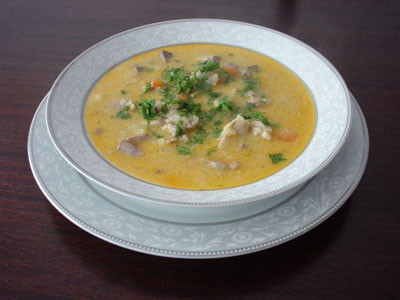
야그네차 초르바
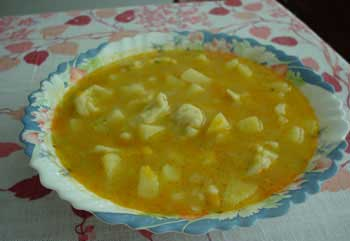
크롬피르 초르바
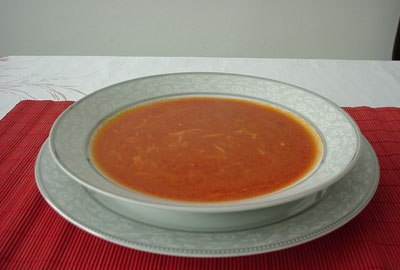
파라다이즈 초르바
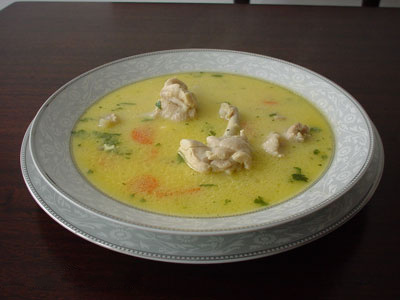
필레차 초르바

### 키르기스스탄
- 코이 쇼르포수(кой шорпосу)는 양고기 초르바이다.

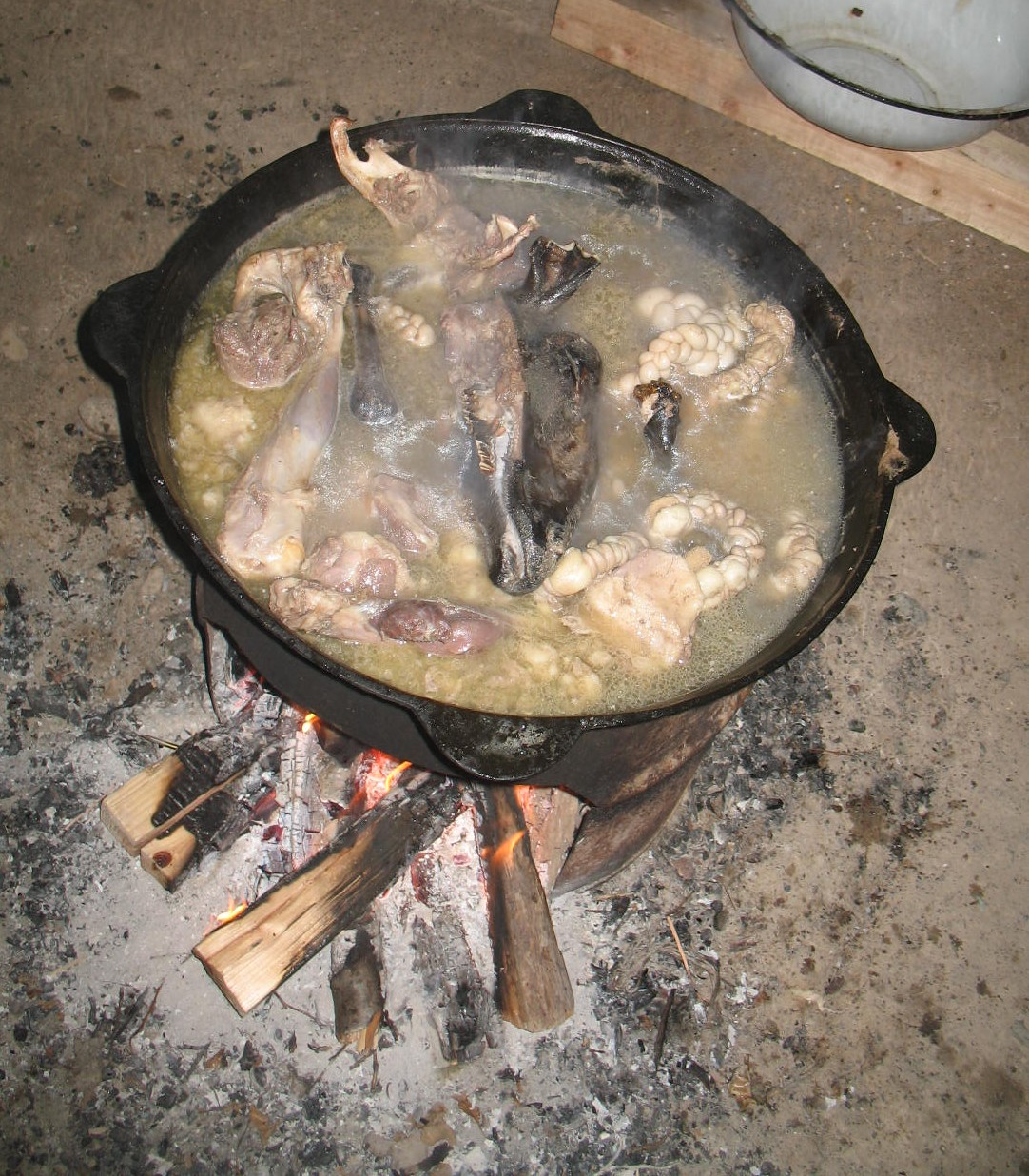
코이 쇼르포수

### 튀르키예
- 도마테스 초르바스(domates çorbası)는 토마토 초르바이다.
- 메르지메크 초르바스(mercimek çorbası)는 렌즈콩 초르바이다.[2]
- 발르크 초르바스(balık çorbası)는 생선 초르바이다.
- 아날르 크즐르 초르바스(analı kızlı çorbası)는 싸라기와 세몰리나, 고기로 만든 작은 쾨프테인 유발라마와 병아리콩, 고기, 요구르트를 넣어 끓인 초르바이다.
- 아라바슈 초르바스(arabaşı çorbası)는 닭고기와 토마토 살차를 넣어 끓인 초르바이다.
- 아이란 초르바스(ayran çorbası)는 아이란 초르바이다.
- 야일라 초르바스(yayla çorbası)는 요구르트와 여러 가지 허브를 넣어 끓인 초르바이다.
- 에리슈테 초르바스(erişte çorbası)는 에리슈테(국수)를 넣어 끓인 초르바이다.[3]
- 에조겔린 초르바스(ezogelin çorbası)는 불구르와 렌즈콩을 넣어 끓인 초르바이다.
- 이슈켐베 초르바스(işkembe çorbası)는 양(내장) 초르바이다.[4]
- 켈레 파차 초르바스(kelle paça çorbası)는 켈레 파차(쇠족) 초르바이다.
- 타르하나 초르바스(tarhana çorbası)는 타르하나 초르바이다.
- 타부크 초르바스(tavuk çorbası)는 닭고기 초르바이다.

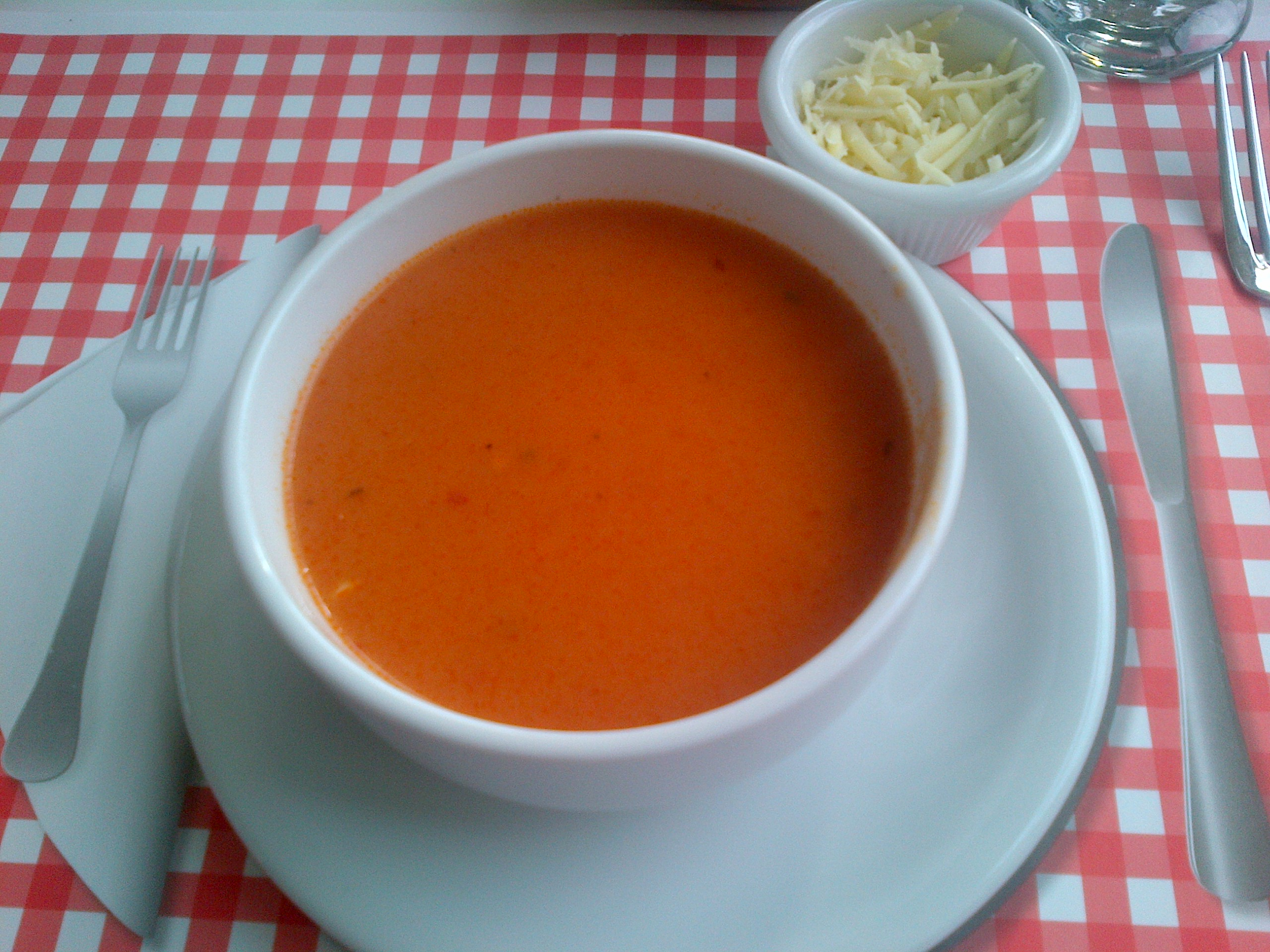
도마테스 초르바스
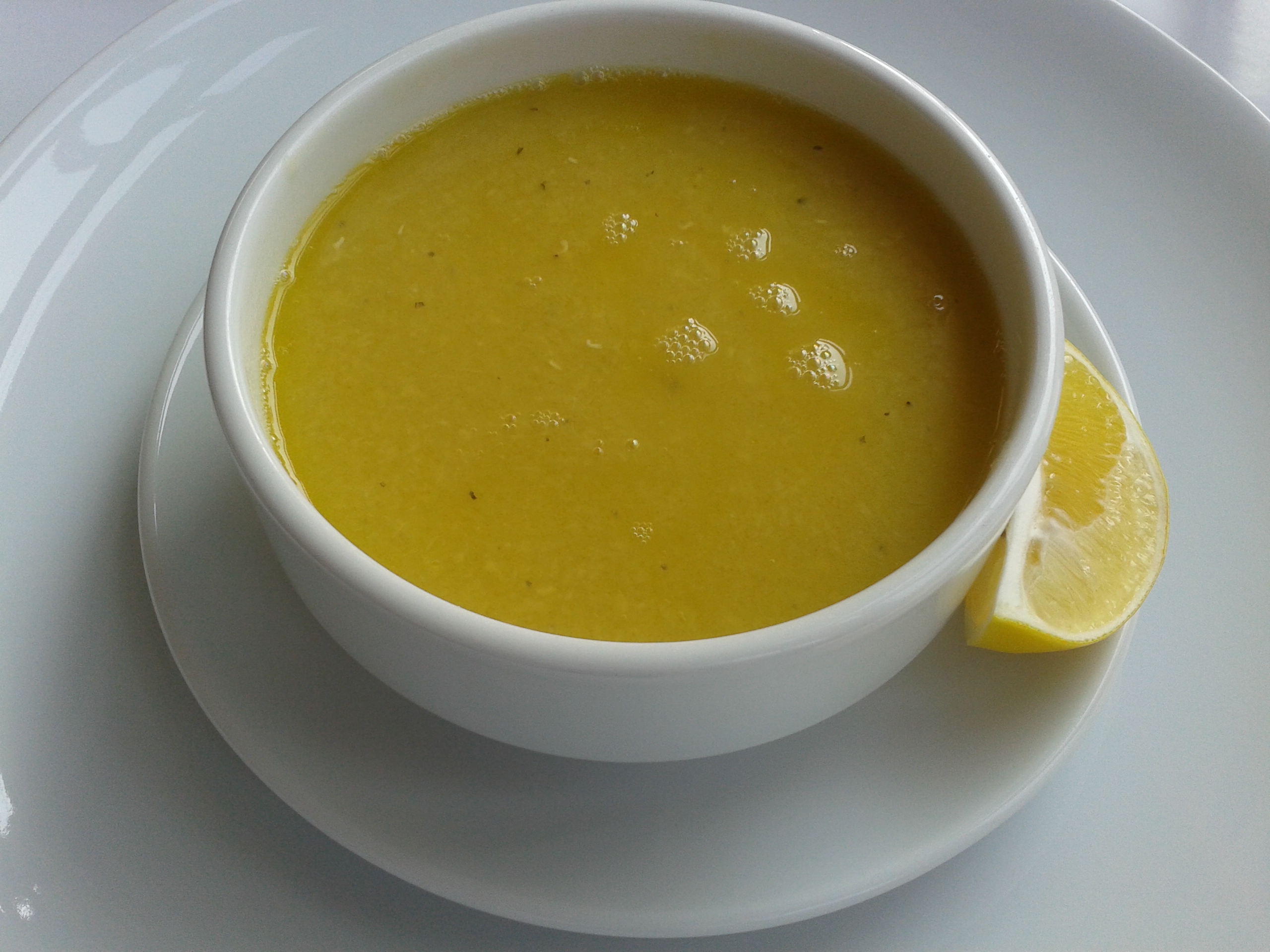
메르지메크 초르바스
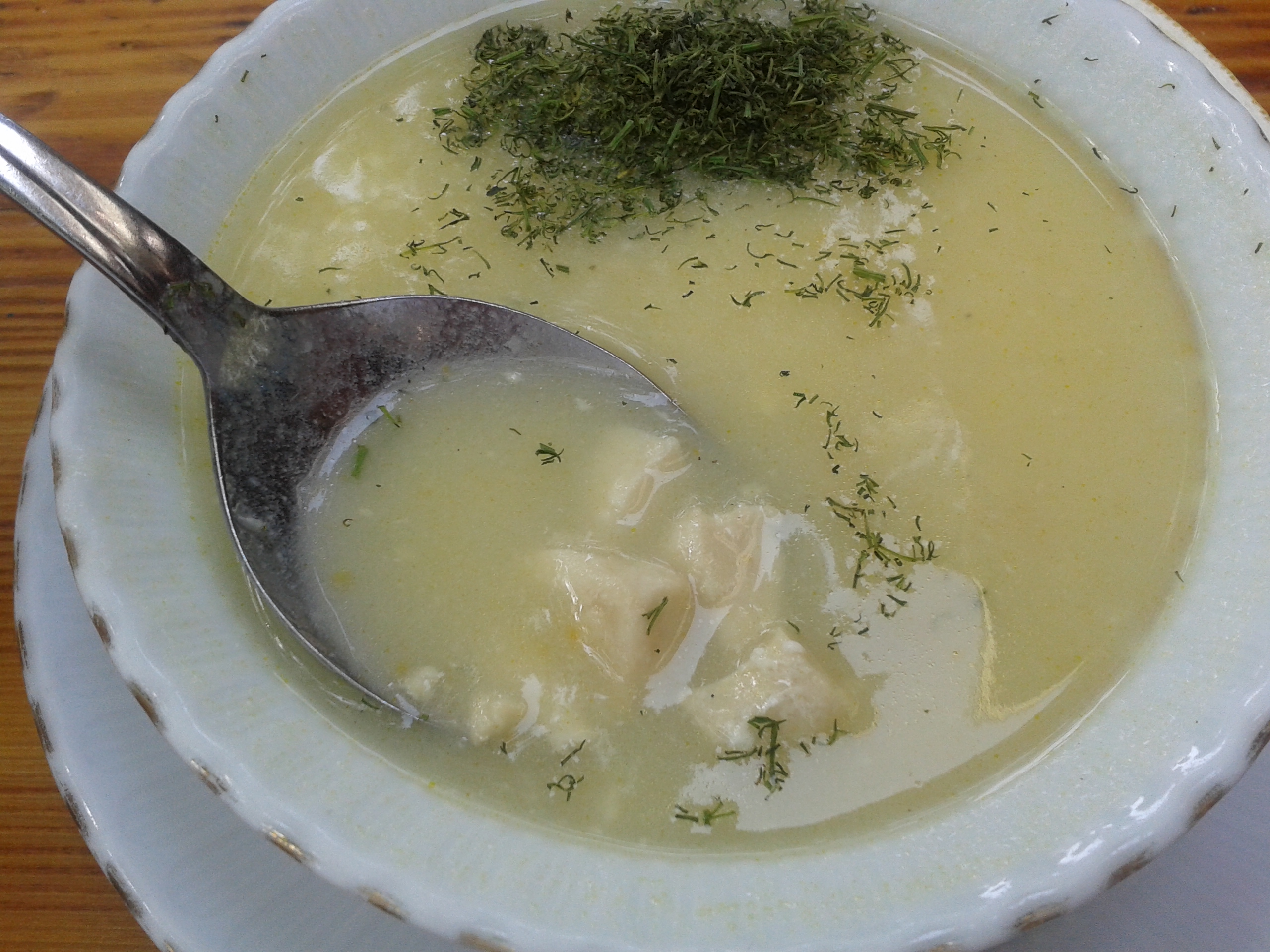
발르크 초르바스
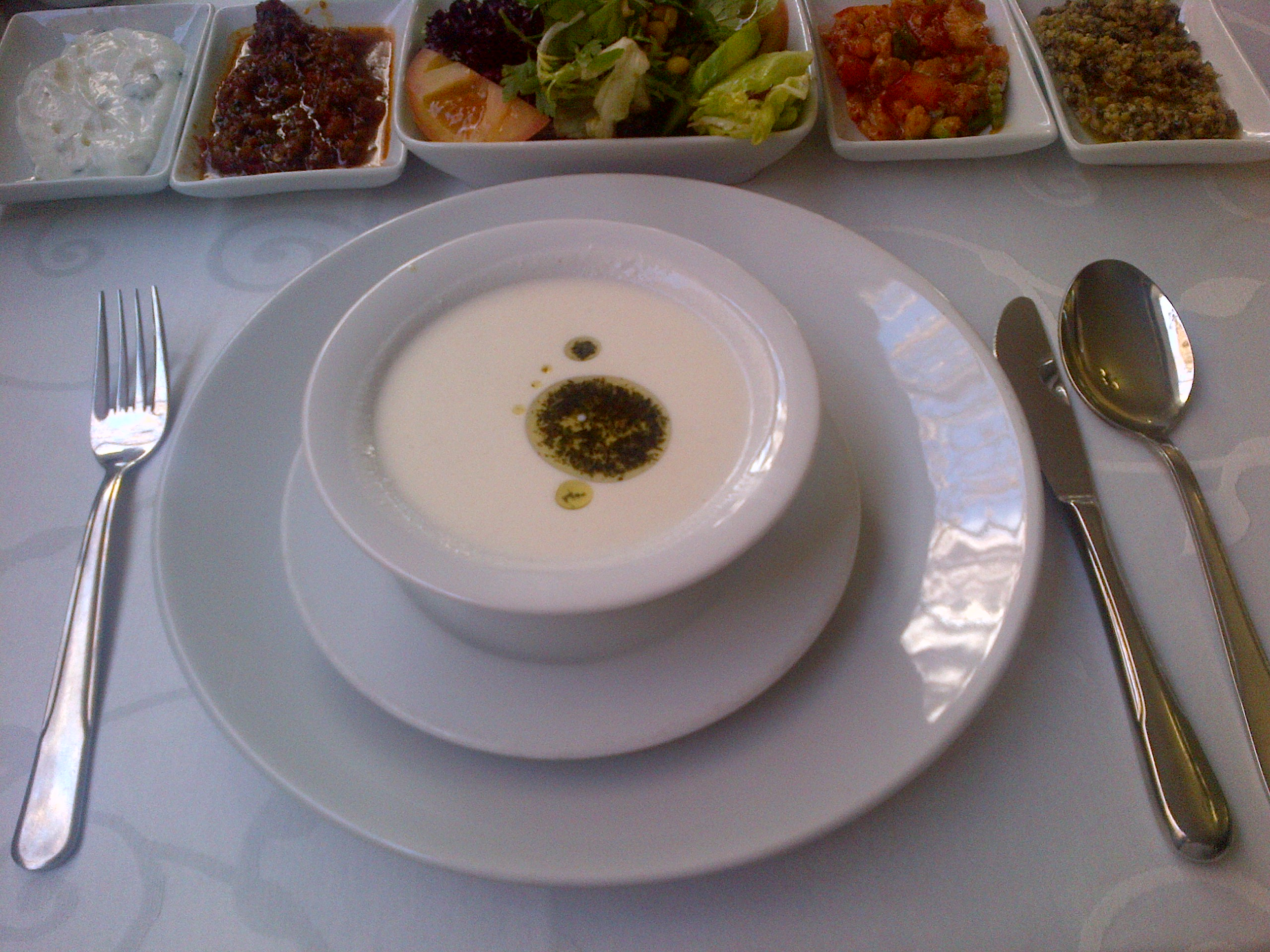
아날르 크즐르 초르바스
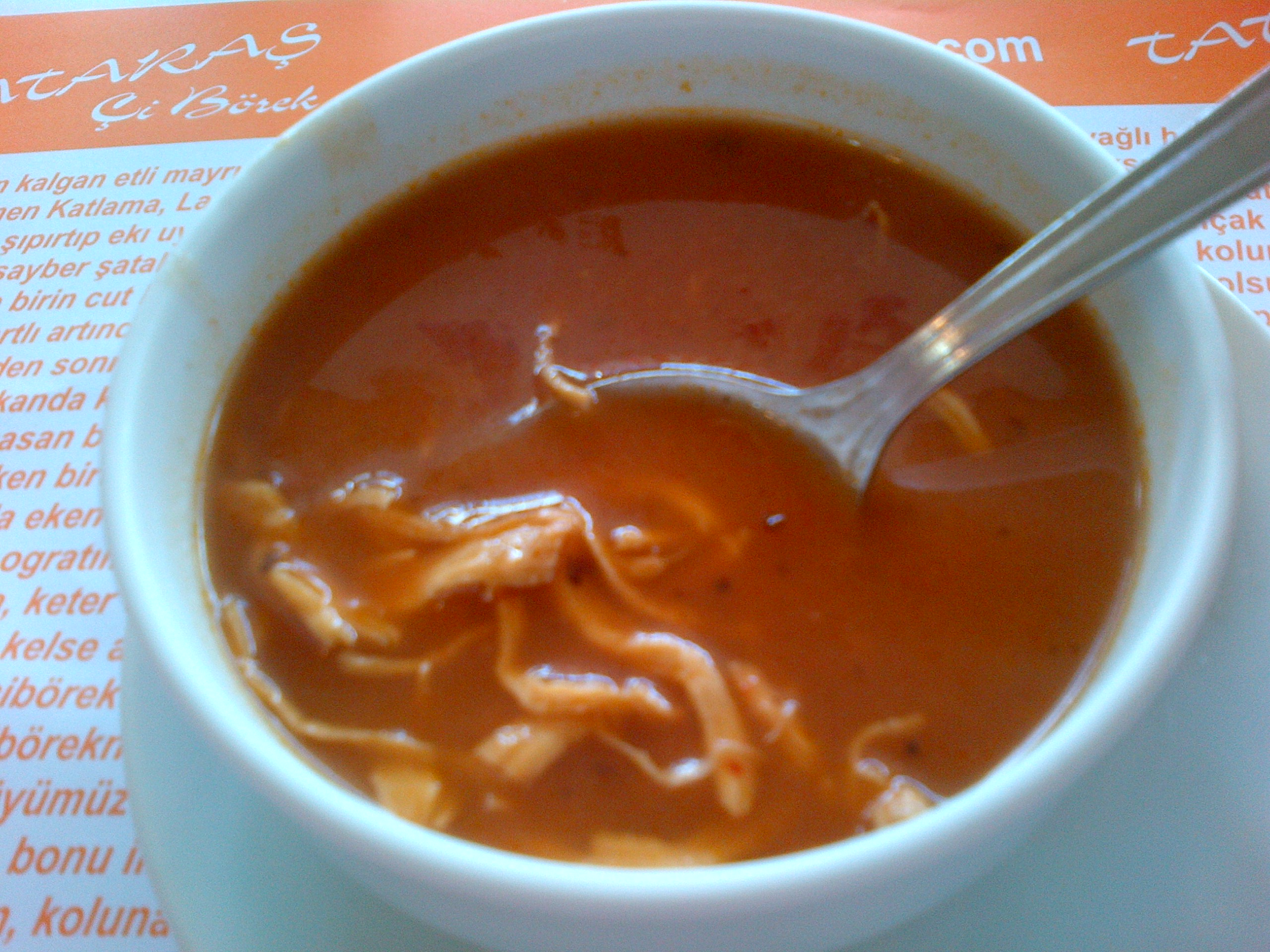
아라바슈 초르바스
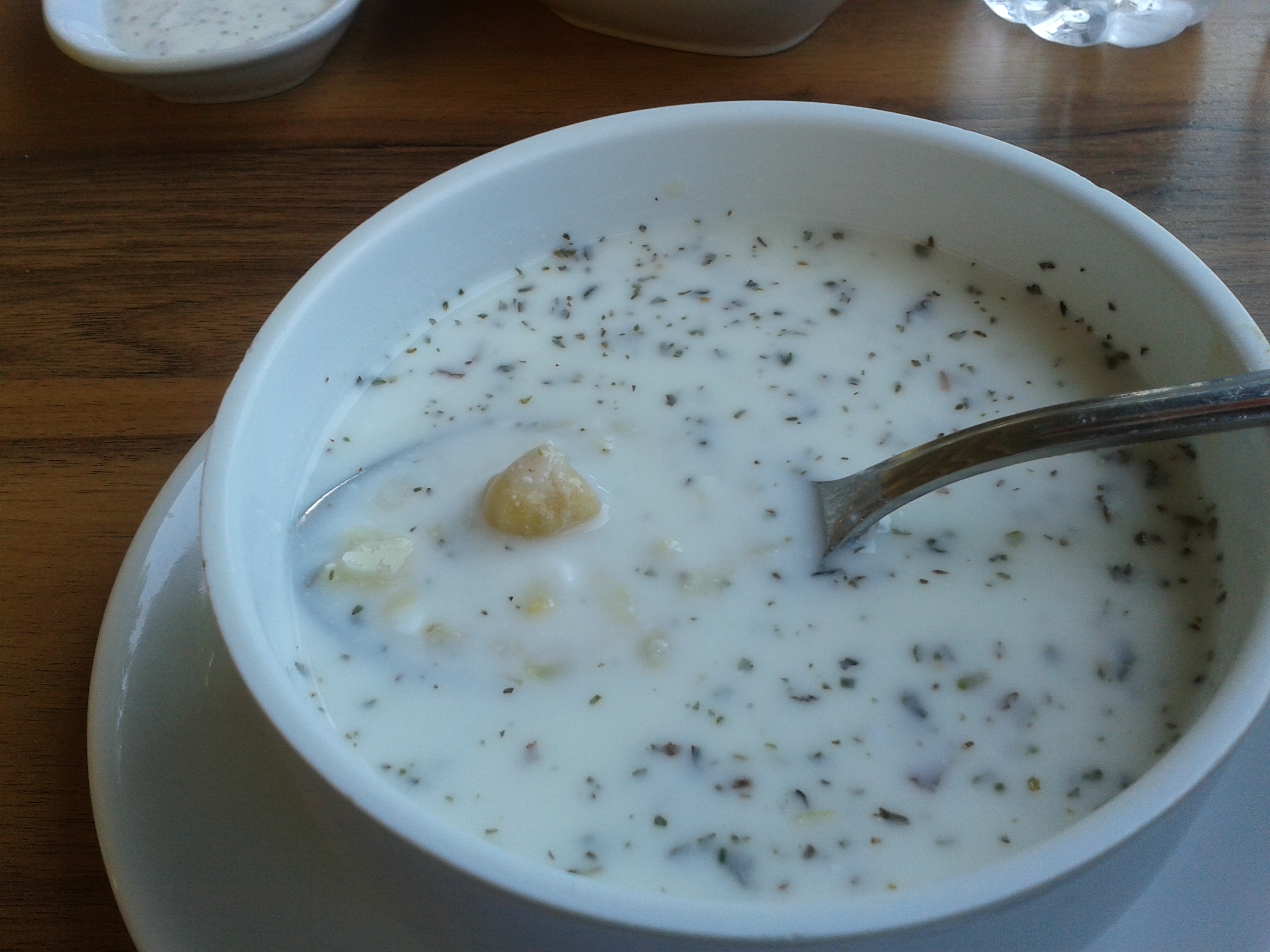
아이란 초르바스
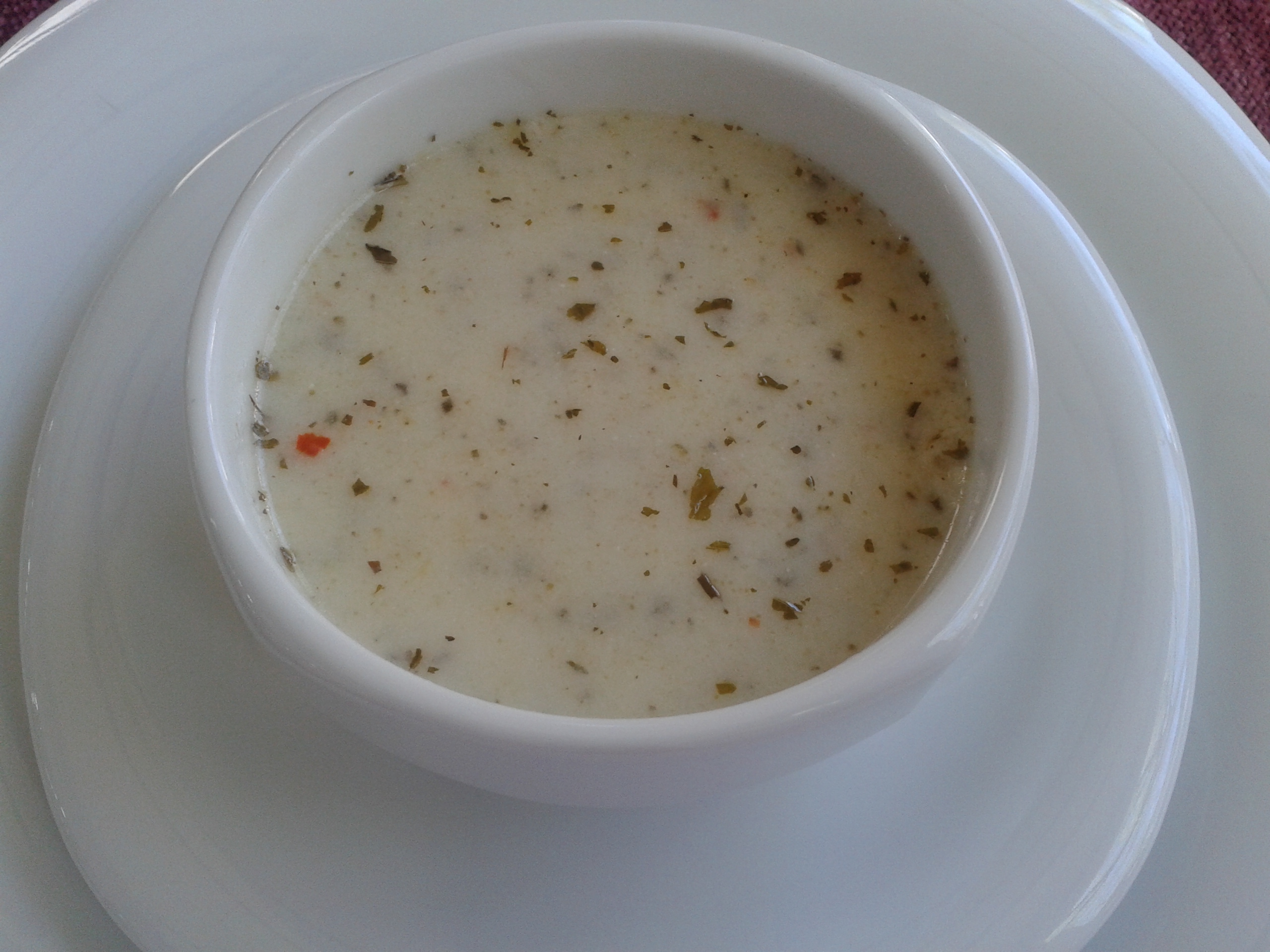
야일라 초르바스
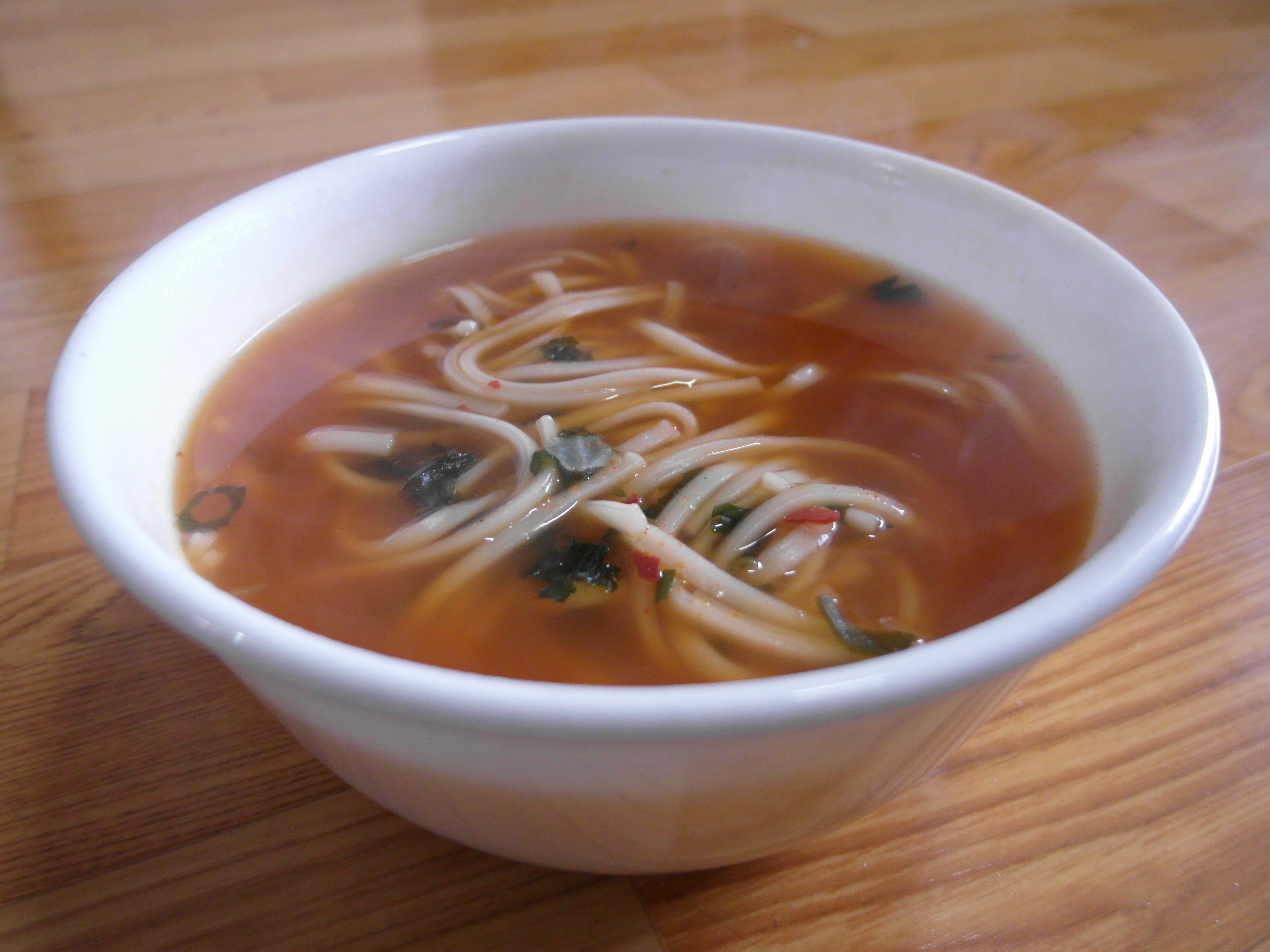
에리슈테 초르바스
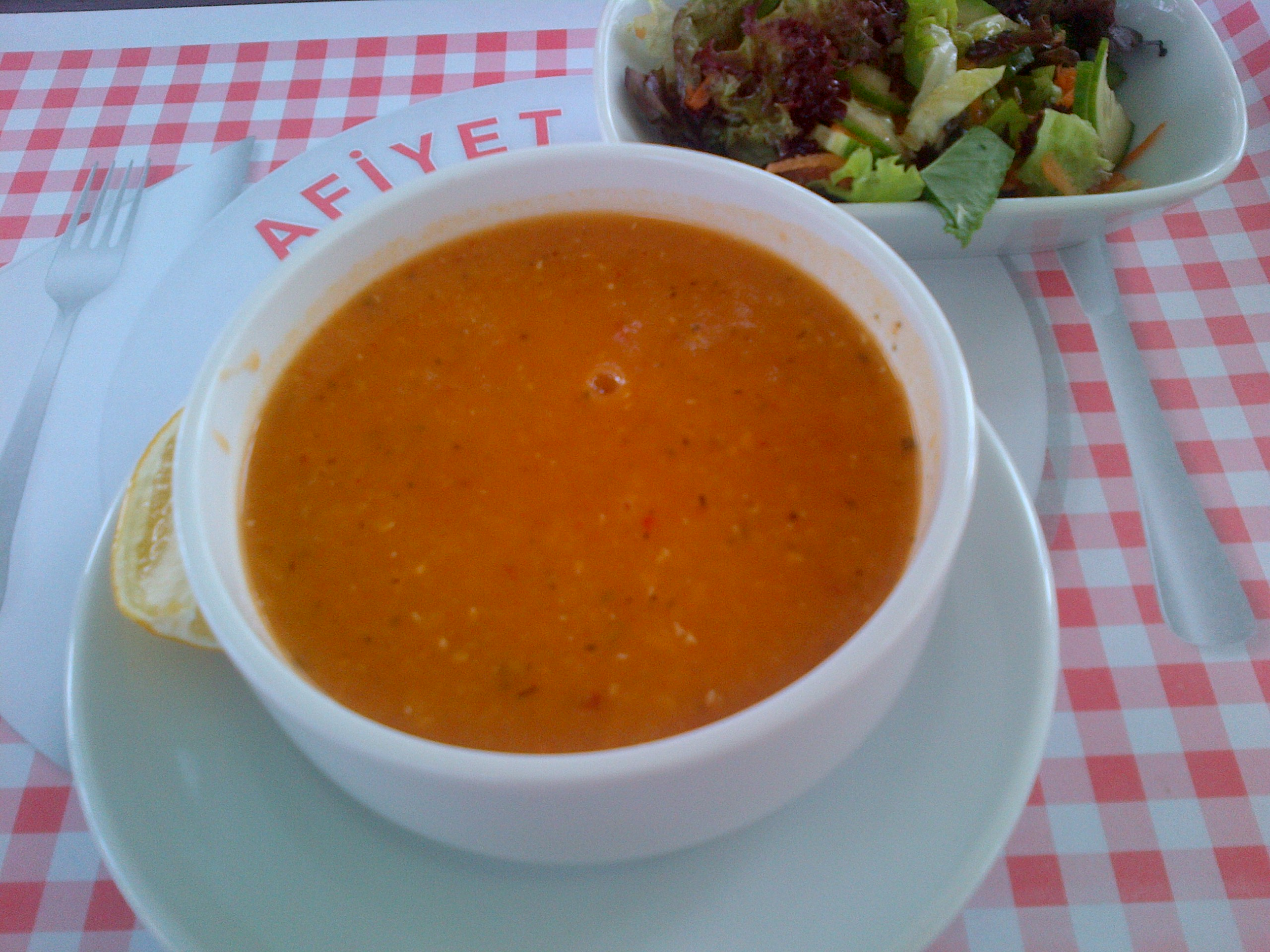
에조겔린 초르바스
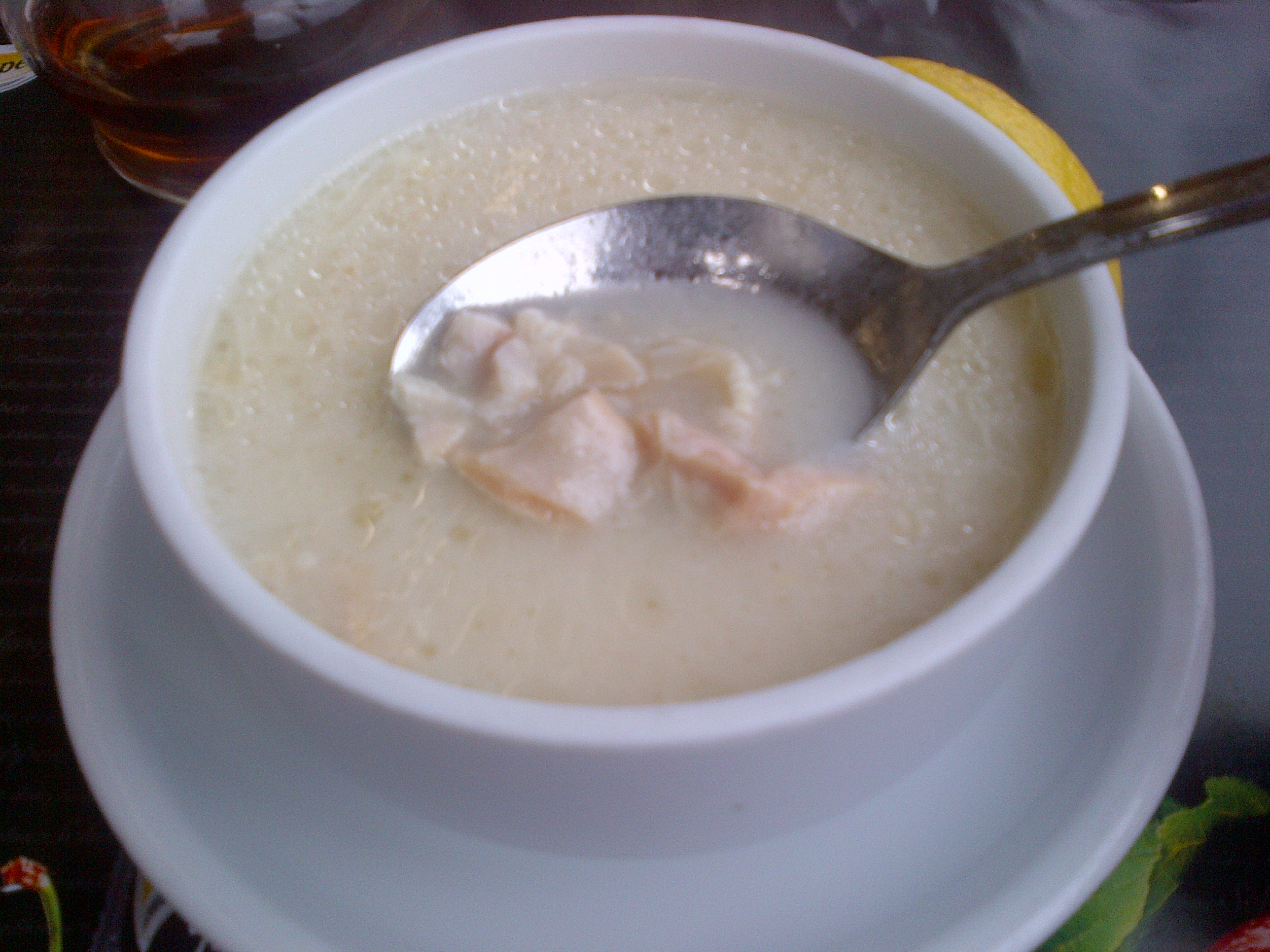
이슈켐베 초르바스
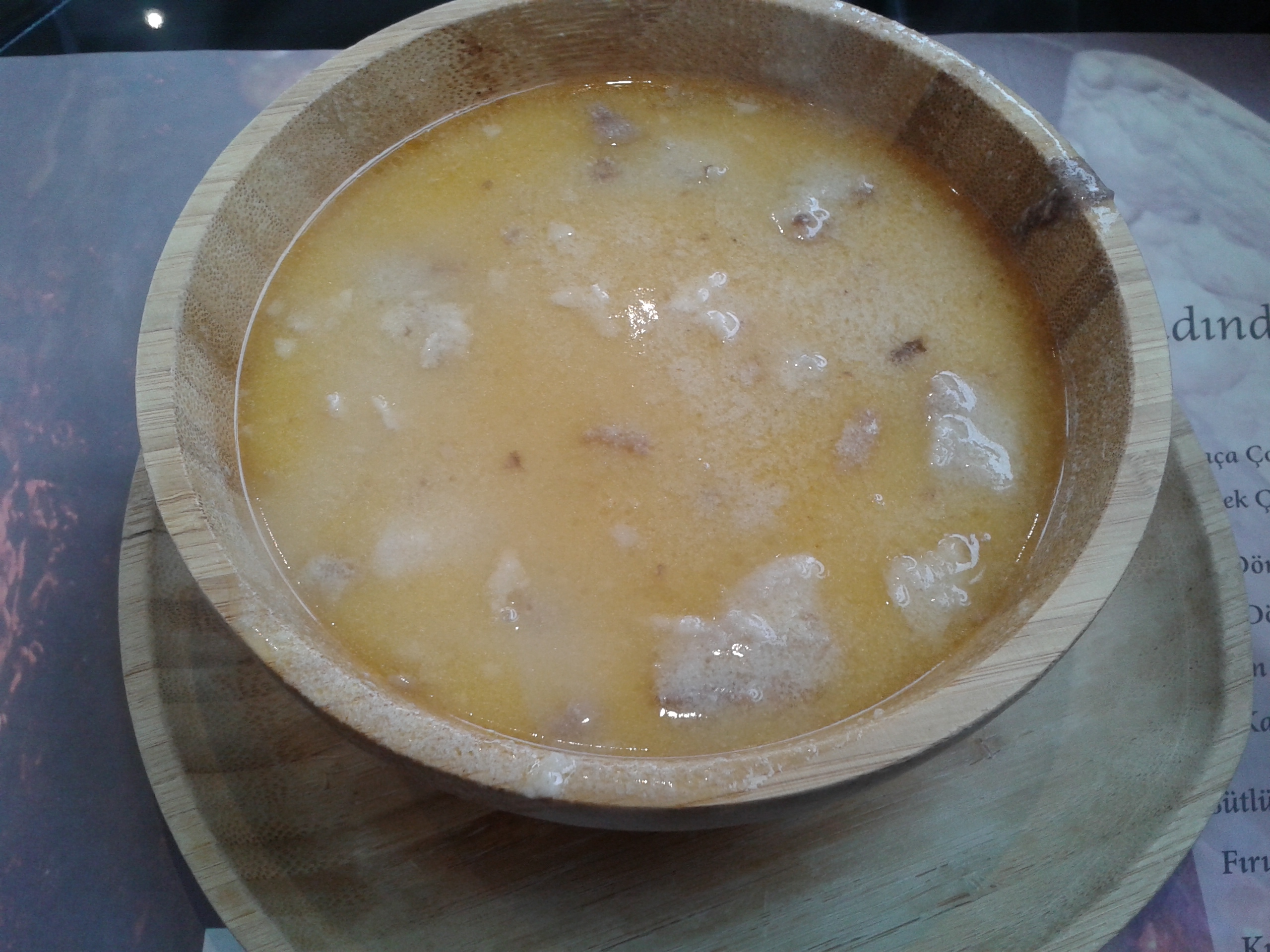
켈레 파차 초르바스
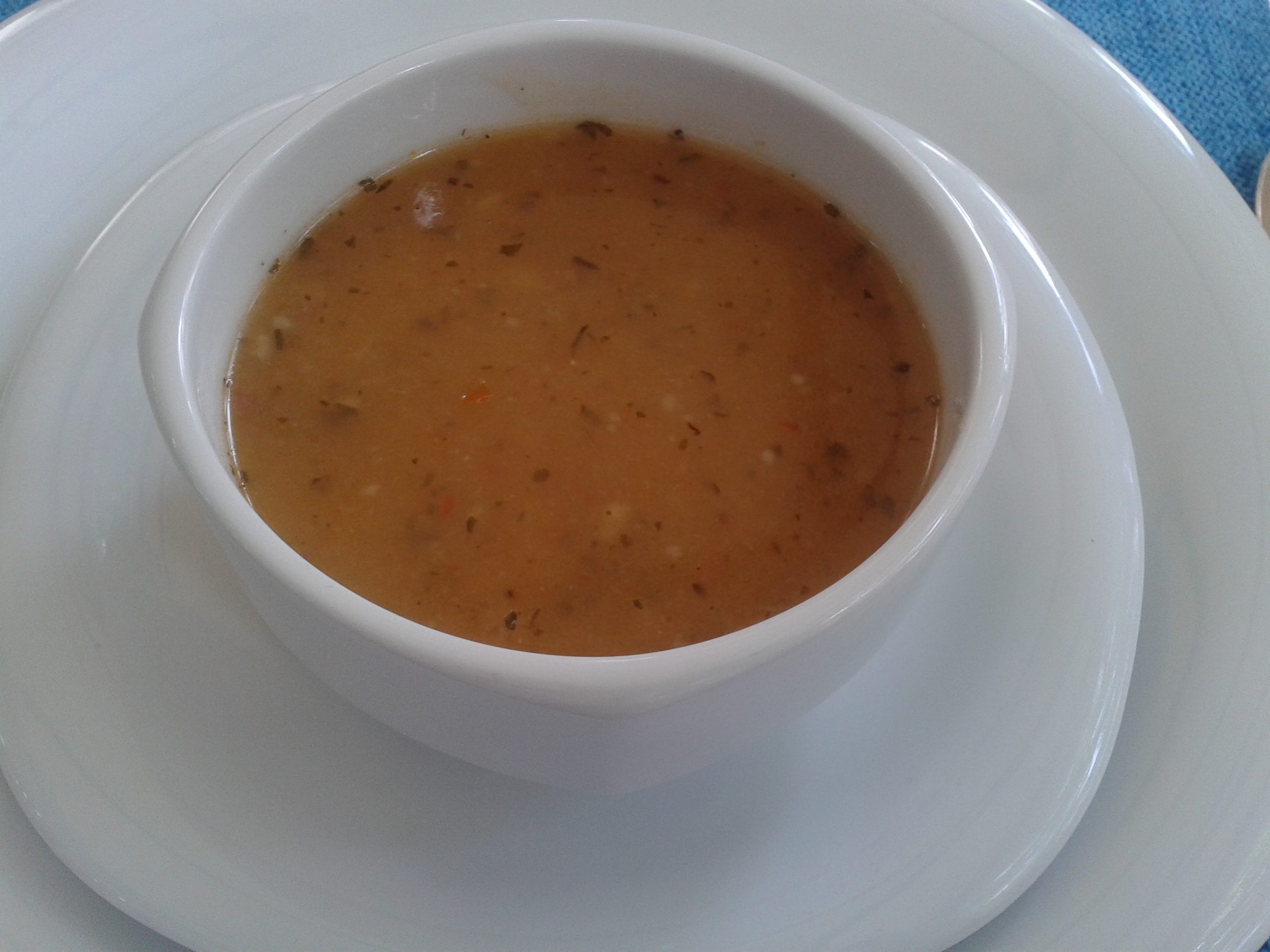
타르하나 초르바스
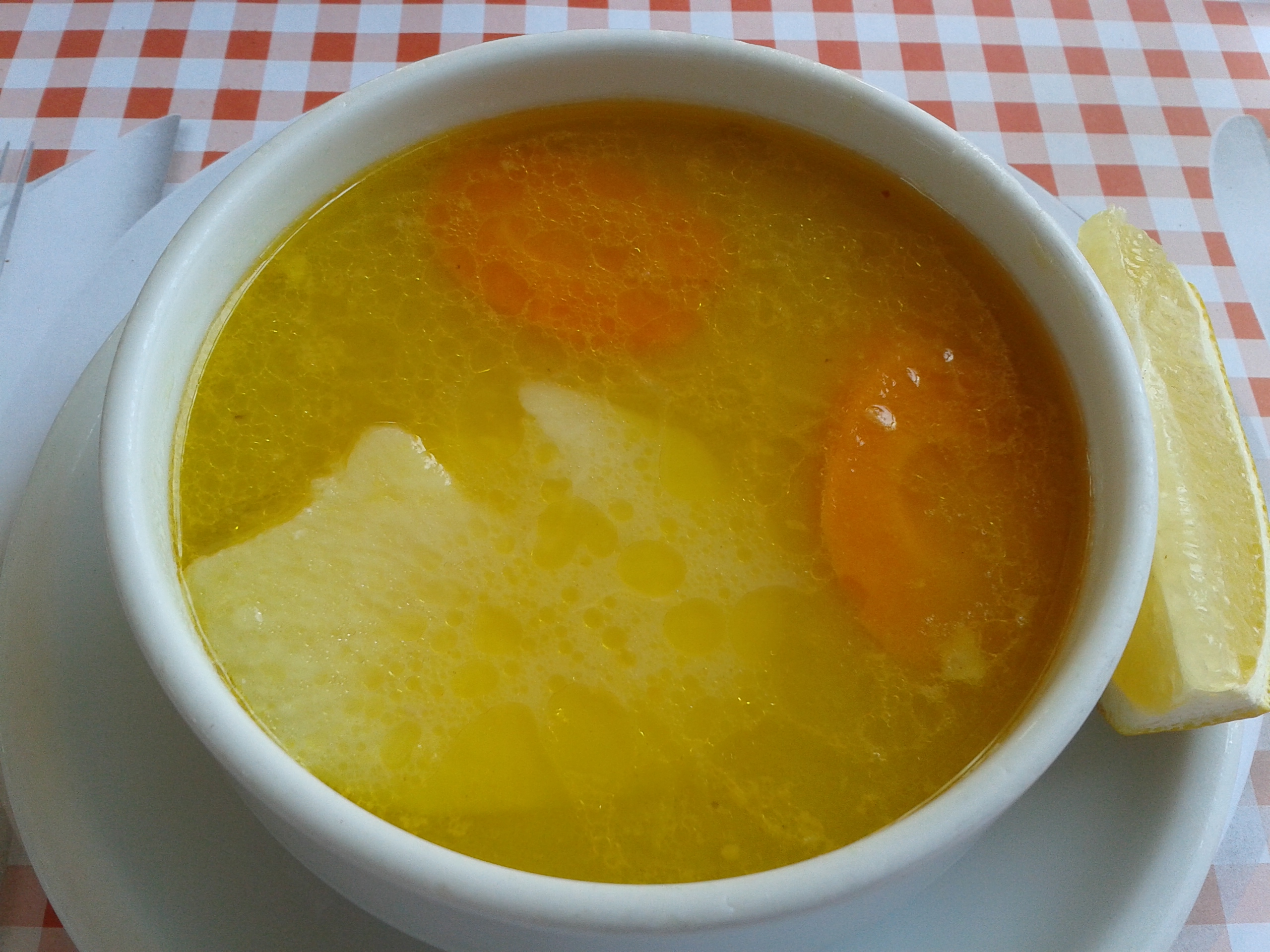
타부크 초르바스

## 같이 보기
- 국
- 수프
- 아시